# Phantasia
Phantasia ist eine fiktive altägyptische Frau, die als Autorin der ursprünglichen Quellen von Homers Ilias und Odyssee angegeben wurde.
Überliefert ist die Angabe mit im Wesentlichen gleichlautendem Inhalt in den Schriften des Photios I. (ca. 815–893) und des Eustathios von Thessalonike (ca. 1110–ca. 1195). Danach ist Phantasia, die Tochter des Naucrates oder Niarchos, die Autorin der ursprünglichen Erzählungen. Die Schriften wurden im Tempel des Hephaistos in Memphis aufbewahrt. Homer kam nach Ägypten oder war Ägypter, erhielt Kopien (von Phanites) und schrieb daraus sein Werke.
Photios I. schreibt die Geschichte Ptolemaios Chennos zu:

«Ὅτι Φαντασία τις Μεμφῖτις Νικάρχου θυγάτηρ συνέταξε πρὸ Ὁμήρου τὸν Ἰλιακὸν πόλεμον καὶ τὴν περὶ Ὀδυσσείας διήγησιν καὶ ἀποκεῖσθαί φασι τὰς βίβλους ἐν Μέμφιδι, Ὅμηρον δὲ παραγενόμενον, καὶ τὰ ἀντίγραφα λαβόντα παρὰ Φανίτου τοῦ ἱερογραμματέως, συντάξαι ἐκείνοις ἀκολούθως.»

„Phantasia, a woman of Memphis, daughter of Nicarchus, composed before Homer a tale of the Trojan War and of the adventures of Odysseus. The books were deposited, it is said, at Memphis; Homer went there and obtained copies from Phanites, the temple scribe, and he composed under their inspiration.“

Bei Eustathios von Thessalonike geht sie so:

«φασὶ γὰρ Ναυκράτην τινὰ ἱστορῆσαι, ὡς ἄρα Φαντασία γυνὴ Μεμφῆτις, σοφίας ὑποφῆτις, Νικάρχου θυγάτηρ, συντάξασα τόν τε ἐν Ἰλιάδι πόλεμον καὶ τὴν Ὀδυσσέως πλάνην, ἀπέδοτο τὰς βίβλους εἰς τὸ κατὰ Μέμφιν τοῦ Ἡφαίστου ἄδυτον. ἔνθα τὸν ποιητὴν ἐλθόντα, λαβεῖν παρά τινος τῶν ἱερογραμματέων ἀντίγραφα, κἀκεῖθεν συντάξαι τὴν Ἰλιάδα καὶ τὴν Ὀδύσσειαν. ὅτι δὲ ἢ Αἰγύπτιος ὁ ποιητὴς ἢ εἰς Αἴγυπτον φοιτήσας ἐμαθήτευσε τοῖς ἐκεῖ, ἱστοροῦσι τινές. καὶ ἐν τῷ περὶ τῶν πλαγκτῶν δὲ λόγῳ ἐν τοῖς ἑξῆς τοῦ βιβλίου τούτου τεθήσεταί τις ἱστορία τούτου δηλωτική.»

„They say that a certain Naucrates records that Phantasia, a woman from Memphis – a skilfull and inspired poetess and daughter of Nicarchus –, having composed works on the war in Ilias and the wandering of Odysseus, deposited the books in the sanctuary of Hephaestus in Memphis. Then (they say), after the poet (i.e. Homer) arrived, he took copies from a certain one of the sacred scribes, and at last composed the Iliad and the Odyssey. And some say either that he was an Egyptian poet, or that studying in (literally “frequenting”) Egypt, he was their pupil.“

## Heutige Zeit
Judy Chicago widmete Phantasia eine Inschrift auf den dreieckigen Bodenfliesen des Heritage Floor ihrer 1974 bis 1979 entstandenen Installation The Dinner Party. Die mit dem Namen Phantasia beschrifteten Porzellanfliesen sind dem Platz mit dem Gedeck für Hatschepsut zugeordnet.